# Tachty
Tachty (maďarsky Tajti) jsou obec na Slovensku, v okrese Rimavská Sobota v Banskobystrickém kraji.
Žije zde 548 obyvatel. V roce 2001 se 96 % obyvatel hlásilo k maďarské národnosti..

## Geografie
Území obce sousedí s Maďarskem. Část území obce leží v chráněné krajinné oblasti Cerová vrchovina. Na území obce je silniční hraniční přechod Tachty – Cered. Dále je zde vodní nádrž Tachty o rozloze 24 ha.

## Historie
Do uzavření Trianonské smlouvy byla obec součástí Uherska, poté byla součástí Československa. V letech 1938 až 1945 byla, na základě první vídeňské arbitráže, součástí Maďarského království.